# Besingen

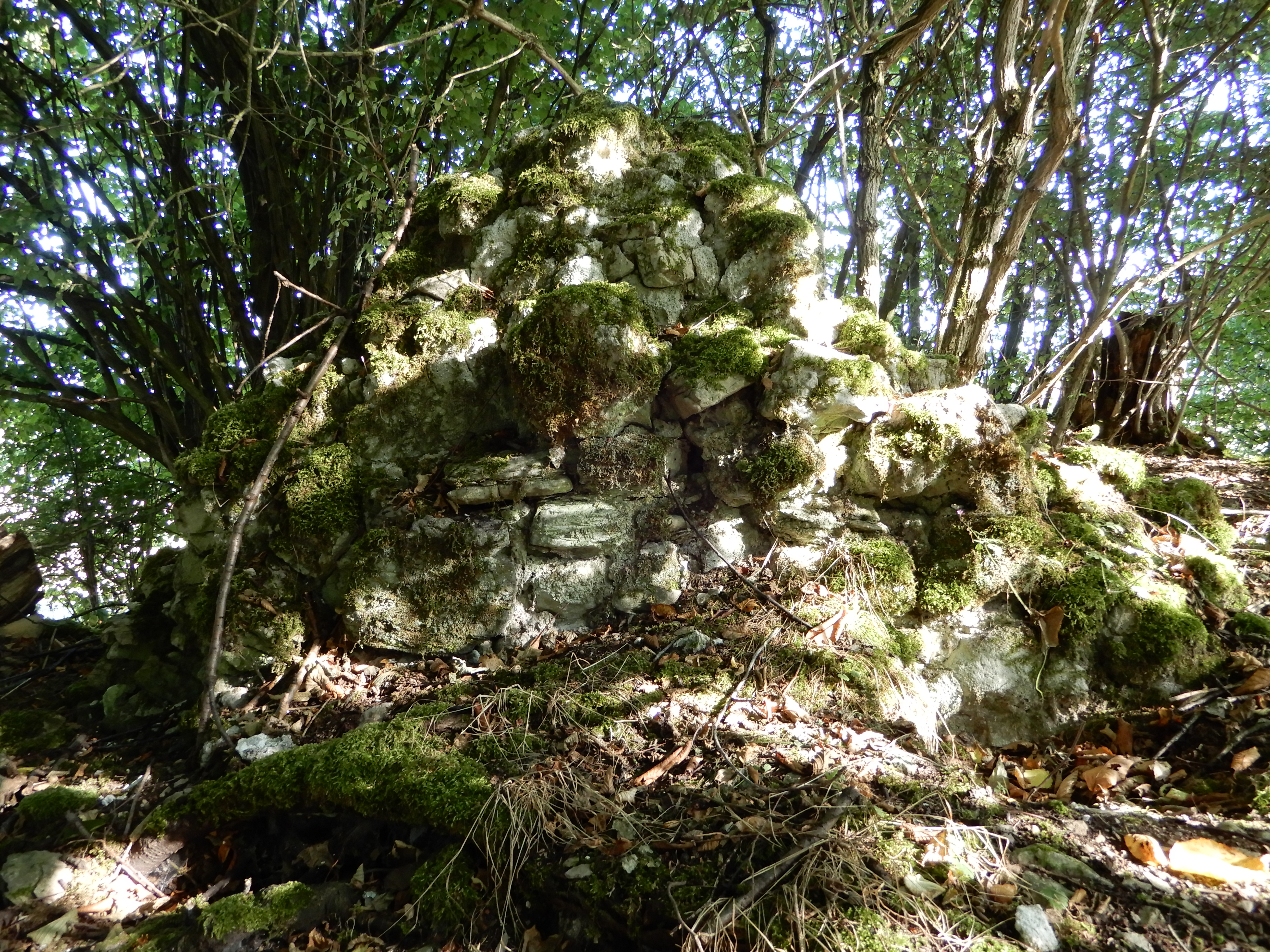
Reste einer Mauer der Wüstung Besingen

Besingen (andere Schreibweise: Beisingen) ist eine Wüstung im Landkreis Göttingen. Sie liegt etwa 3,2 km südlich von Osterode am Harz, 2 km nordwestlich von Düna und 0,6 km südöstlich der kleinen Siedlung Beierfelde. Es gibt mehrere urkundliche Erwähnungen ab dem Jahr 979, aus denen aber nicht sicher hervorgeht, ob dieser Ort gemeint ist. Besingen dürfte nach 1360 wüst geworden sein.
Nach dem Ergebnis einer Geländeuntersuchung war Besingen vermutlich ein zweizeiliges Reihendorf, das über eine relativ große Kirche verfügte. Von dieser Kirche waren im Jahr 1965 nur noch spärliche Reste sichtbar. Im Jahr 1977 wurde der Grundriss freigelegt, wobei sich zeigte, dass die Kirche etwa 20 m lang und 7 m breit war.
Der Standort liegt am Rande des Naturschutzgebiets Gipskarstlandschaft Hainholz.